# Eliminatoria al Campeonato Sub-17 de la AFC de 2006
La Eliminatoria al Campeonato Sub-17 de la AFC de 2006 contó con la participación de 43 selecciones infantiles de Asia, las cuales compitieron por 15 plazas para la fase final del torneo en Singapur junto al país anfitrión.

## Asia Occidental (Zona 1)

### Grupo A
Los partidos se jugaron en Amán (Jordania) del 13 al 17 de diciembre del 2005.
| País      | PTS | J | G | E | P | GF | GF | GD |
| --------- | --- | - | - | - | - | -- | -- | -- |
| Irak      | 6   | 2 | 2 | 0 | 0 | 4  | 0  | +4 |
| Jordania  | 3   | 2 | 1 | 0 | 1 | 2  | 1  | +1 |
| Palestina | 0   | 2 | 0 | 0 | 2 | 0  | 5  | -5 |

| Equipo 1  | Resultado | Equipo 2  |
| --------- | --------- | --------- |
| Irak      | 3-0       | Palestina |
| Palestina | 0-2       | Jordania  |
| Jordania  | 0-1       | Irak      |

### Grupo B
Los partidos se jugaron en Doha (Catar) del 13 al 17 de diciembre del 2005.
| País   | PTS | J | G | E | P | GF | GF | GD |
| ------ | --- | - | - | - | - | -- | -- | -- |
| Yemen  | 6   | 2 | 2 | 0 | 0 | 6  | 3  | +3 |
| Catar  | 3   | 2 | 1 | 0 | 1 | 2  | 3  | -1 |
| Baréin | 0   | 2 | 0 | 0 | 2 | 4  | 6  | -2 |

| Equipo 1 | Resultado | Equipo 2 |
| -------- | --------- | -------- |
| Catar    | 0-2       | Yemen    |
| Yemen    | 4-3       | Baréin   |
| Baréin   | 1-2       | Catar    |

### Grupo C
Los partidos se jugaron en Muscat (Omán) del 13 al 17 de diciembre del 2005.
| País           | PTS | J | G | E | P | GF | GF | GD |
| -------------- | --- | - | - | - | - | -- | -- | -- |
| Arabia Saudita | 6   | 2 | 2 | 0 | 0 | 8  | 1  | +7 |
| Omán           | 3   | 2 | 1 | 0 | 1 | 5  | 5  | 0  |
| Líbano         | 0   | 2 | 0 | 0 | 2 | 2  | 9  | -7 |

| Equipo 1       | Resultado | Equipo 2       |
| -------------- | --------- | -------------- |
| Omán           | 5-1       | Líbano         |
| Líbano         | 1-4       | Arabia Saudita |
| Arabia Saudita | 4-0       | Omán           |

### Grupo D
Los partidos se jugaron en Aleppo (Siria) del 13 al 17 de diciembre del 2005.
| País   | PTS | J | G | E | P | GF | GF | GD |
| ------ | --- | - | - | - | - | -- | -- | -- |
| Siria  | 4   | 2 | 1 | 1 | 0 | 2  | 0  | +2 |
| UAE    | 3   | 2 | 1 | 0 | 1 | 2  | 2  | 0  |
| Kuwait | 1   | 2 | 0 | 1 | 1 | 0  | 2  | -2 |

| Equipo 1 | Resultado | Equipo 2 |
| -------- | --------- | -------- |
| Kuwait   | 0-0       | Siria    |
| Siria    | 2-0       | UAE      |
| UAE      | 2-0       | Kuwait   |

## Asia Central y Sur (Zona 2)

### Grupo E
Partido jugado en Daca (Bangladés) el 21 de noviembre de 2005.
| Equipo 1  | Resultado | Equipo 2  |
| --------- | --------- | --------- |
| Sri Lanka | 0-3       | Bangladés |

### Grupo F
Los partidos se jugaron en Katmandú (Nepal) del 13 al 17 de noviembre del 2005.
| País       | PTS | J | G | E | P | GF | GF | GD |
| ---------- | --- | - | - | - | - | -- | -- | -- |
| Nepal      | 6   | 2 | 2 | 0 | 0 | 4  | 1  | +3 |
| Uzbekistán | 3   | 2 | 1 | 0 | 1 | 2  | 2  | 0  |
| Kirguistán | 0   | 2 | 0 | 0 | 2 | 1  | 4  | -3 |

| Equipo 1   | Resultado | Equipo 2   |
| ---------- | --------- | ---------- |
| Uzbekistán | 2-0       | Kirguistán |
| Kirguistán | 1-2       | Nepal      |
| Nepal      | 2-0       | Uzbekistán |

### Grupo G
Los partidos se jugaron en Nueva Deli (India) del 13 al 17 de noviembre del 2005.
| País       | PTS | J | G | E | P | GF | GF | GD  |
| ---------- | --- | - | - | - | - | -- | -- | --- |
| Tayikistán | 6   | 2 | 2 | 0 | 0 | 4  | 2  | +2  |
| India      | 3   | 2 | 1 | 0 | 1 | 11 | 3  | +8  |
| Pakistán   | 0   | 2 | 0 | 0 | 2 | 0  | 10 | -10 |

| Equipo 1   | Resultado | Equipo 2   |
| ---------- | --------- | ---------- |
| India      | 9-0       | Pakistán   |
| Pakistán   | 0-1       | Tayikistán |
| Tayikistán | 3-2       | India      |

### Grupo H
| Equipo 1 | Agr. | Equipo 2     | Ida | Vuelta |
| -------- | ---- | ------------ | --- | ------ |
| Irán     | 10-2 | Turkmenistán | 5-0 | 5-2    |

## ASEAN (Zona 3)

### Grupo I
Los partidos se jugaron en Bangkok (Tailandia) del 13 al 17 de noviembre.
| País      | PTS | J | G | E | P | GF | GF | GD  |
| --------- | --- | - | - | - | - | -- | -- | --- |
| Myanmar   | 4   | 2 | 1 | 1 | 0 | 13 | 1  | +12 |
| Tailandia | 4   | 2 | 1 | 1 | 0 | 11 | 1  | +10 |
| Maldivas  | 0   | 2 | 0 | 0 | 2 | 0  | 22 | -22 |

| Equipo 1  | Resultado | Equipo 2  |
| --------- | --------- | --------- |
| Tailandia | 10-0      | Maldivas  |
| Maldivas  | 0-12      | Myanmar   |
| Myanmar   | 1-1       | Tailandia |

### Grupo J
| Equipo 1 | Agr. | Equipo 2 | Ida | Vuelta |
| -------- | ---- | -------- | --- | ------ |
| Malasia  | 0-2  | Vietnam  | 0-1 | 0-1    |

## Asia Oriental (Zona 4)

### Grupo K
Los partidos se jugaron en Paju (Corea del Sur) del 13 al 17 de noviembre del 2005.
| País          | PTS | J | G | E | P | GF | GF | GD  |
| ------------- | --- | - | - | - | - | -- | -- | --- |
| Japón         | 4   | 2 | 1 | 1 | 0 | 27 | 1  | +26 |
| Corea del Sur | 4   | 2 | 1 | 1 | 0 | 15 | 1  | +14 |
| Macao         | 0   | 2 | 0 | 0 | 2 | 0  | 40 | -40 |

| Equipo 1      | Resultado | Equipo 2      |
| ------------- | --------- | ------------- |
| Corea del Sur | 14-0      | Macao         |
| Macao         | 0-26      | Japón         |
| Japón         | 1-1       | Corea del Sur |

### Grupo L
Los partidos se jugaron en Weifang (China) del 13 al 17 de noviembre del 2005.
| País         | PTS | J | G | E | P | GF | GF | GD  |
| ------------ | --- | - | - | - | - | -- | -- | --- |
| China        | 6   | 2 | 2 | 0 | 0 | 20 | 0  | +20 |
| China Taipéi | 3   | 2 | 1 | 0 | 1 | 2  | 10 | -8  |
| Mongolia     | 0   | 2 | 0 | 0 | 2 | 1  | 13 | -12 |

| Equipo 1     | Resultado | Equipo 2     |
| ------------ | --------- | ------------ |
| China        | 11-0      | Mongolia     |
| Mongolia     | 1-2       | China Taipéi |
| China Taipéi | 0-9       | China        |

### Grupo M
Los partidos se jugaron en Pionyang (Corea del Norte) del 14 al 18 de noviembre del 2005.
| País            | PTS | J | G | E | P | GF | GF | GD  |
| --------------- | --- | - | - | - | - | -- | -- | --- |
| Corea del Norte | 6   | 2 | 2 | 0 | 0 | 21 | 2  | +19 |
| Hong Kong       | 1   | 2 | 0 | 1 | 1 | 2  | 6  | -4  |
| Guam            | 1   | 2 | 0 | 1 | 1 | 4  | 19 | -15 |

| Equipo 1        | Resultado | Equipo 2        |
| --------------- | --------- | --------------- |
| Corea del Norte | 17-2      | Guam            |
| Guam            | 2-2       | Hong Kong       |
| Hong Kong       | 0-4       | Corea del Norte |

## Playoff
Se enfrentaron el 2º mejor de la ASEAN con el 2º mejor del Este de Asia.
| 15 de febrero de 2006 | Tailandia | 0-1 | Corea del Sur       | Kuala Lumpur, Malasia |  |
|                       |           |     | Kim Jung-Hyun 90+3' |                       |  |